# Doubtless Bay

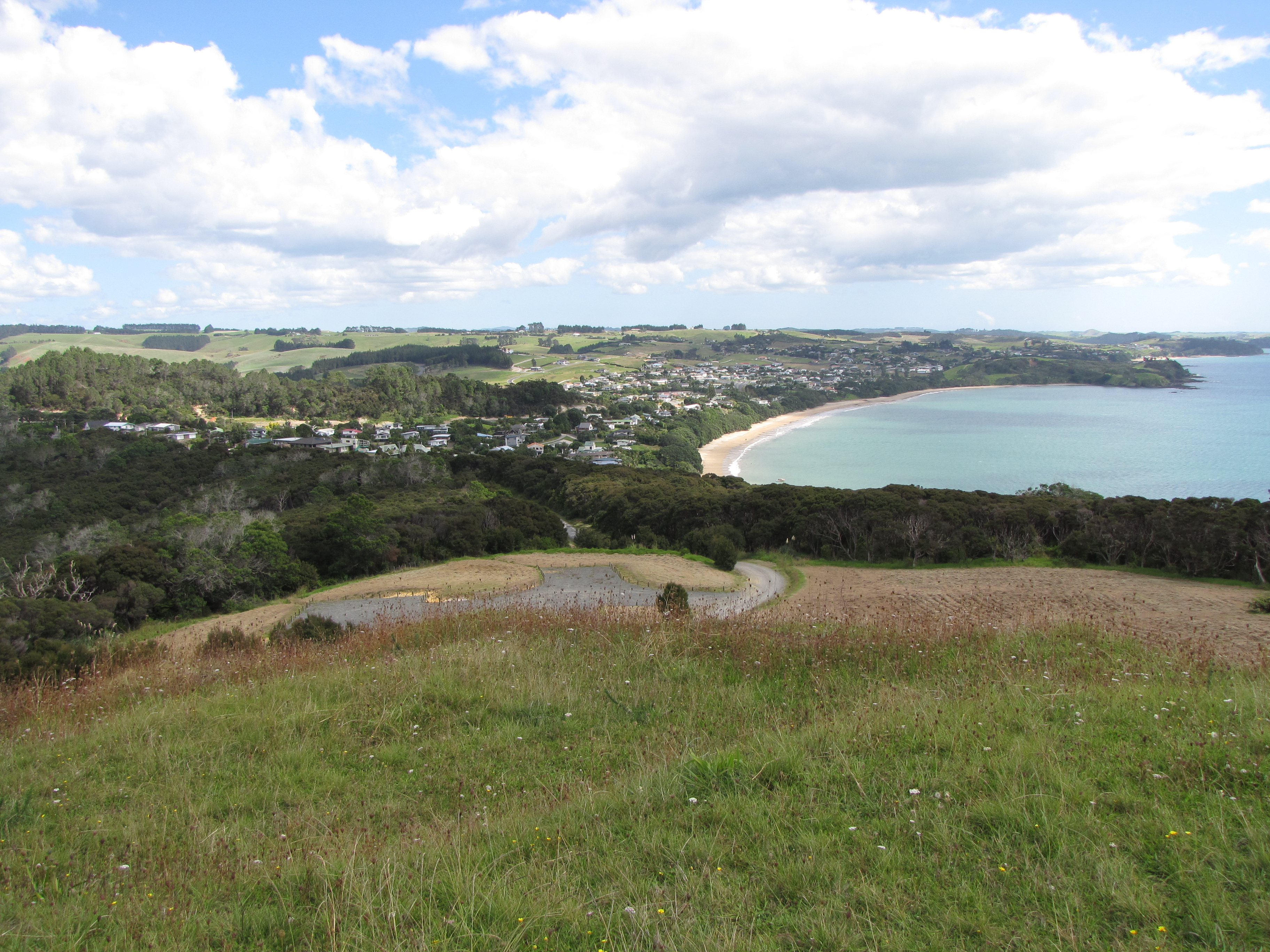
Doubtless Bay, 2009

Die Doubtless Bay ist eine große Meeresbucht Far North District der Region Northland an der Nordostküste der Nordinsel von Neuseeland.

## Namensherkunft
Der Name der Bucht geht auf den britischen Seefahrer und Entdecker James Cook zurück, der die Bucht am 9. Dezember 1769 sichtete, jedoch wegen widriger Winde nicht einlaufen konnte. So notierte er in seinem Logbuch: „doubtless a bay“ („zweifellos eine Bucht“). Der Franzose Jean François Marie de Surville kam acht Tage zu spät, als er die Bucht am 17. Dezember befuhr und „Laurtiston Bay“ nannte.

## Geographie
Die Doubtless Bay befindet sich rund 20 km nordöstlich von Kaitaia an der Nordostküste der Northland Peninsula.
Die Bucht besitzt eine Breite von rund 17 km und reicht rund 14 km in das Landesinnere hinein. Die Karikari Peninsula bildet die Nord- und Westseite der Bucht. Hier liegen die Orte Whatuwhiwhi und Tokerau Beach, von dem sich der gleichnamige Sandstrand nach Süden über die gesamte Westseite der Bucht entlangzieht. An der Südküste verläuft der New Zealand State Highway 10 mit den Orten Aurere und den zu Taipa-Mangonui zusammengewachsenen Ortschaften [[Taipa (Neuseeland)|Taipa]], Cable Bay und Mangōnui.
Im Südosten mündet der Oruati River in den Mangōnui Harbour, der durch die Halbinsel Osprey Head von der Doubtless Bay getrennt ist. Im Südosten liegen die Siedlungen Hihi und Waitetoki.  Die Bucht ist zwischen Knuckle Point auf der Karikari Peninsula und Berghan Point mit der etwa 10 km breiten Nordwestseite zum Pazifischen Ozean hin geöffnet.